# Landesschülerrat Sachsen-Anhalt

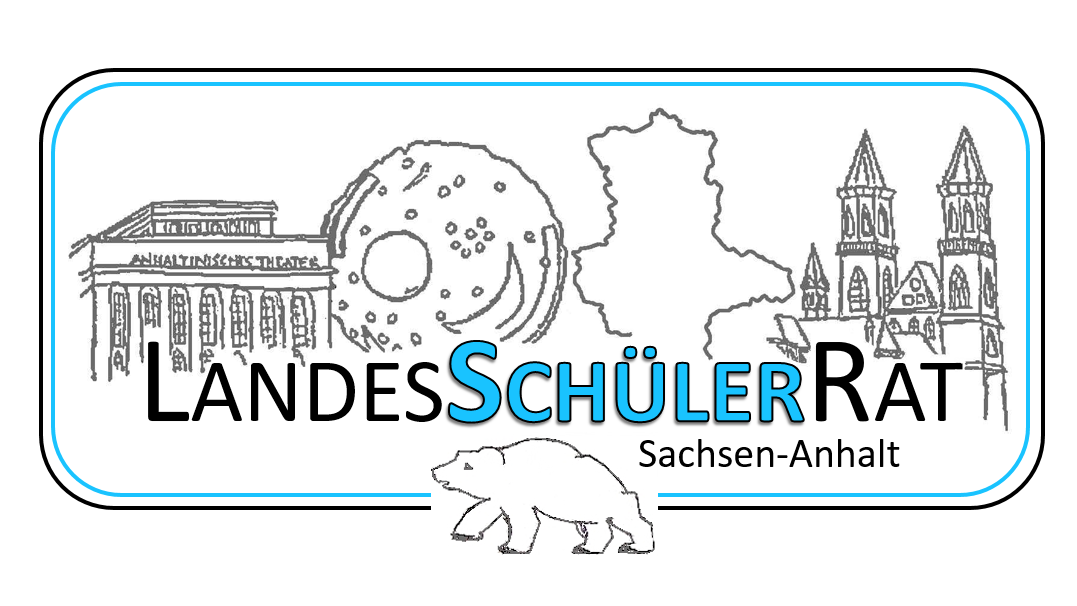
Logo des Landesschülerrates Sachsen-Anhalt

Der Landesschülerrat Sachsen-Anhalt (LSR) ist die höchste demokratisch gewählte Interessenvertretung der Schülerschaft des deutschen Landes Sachsen-Anhalt. Im Jahr 1991 wurde der Landesschülerrat in seiner jetzigen Form gegründet.

## Struktur
Das Plenum des Landesschülerrates Sachsen-Anhalt besteht aus Voll- und Ersatzmitgliedern. Der Landesschülerrat unterteilt sich in drei obligatorische Arbeitskreise und temporäre Projektgruppen.

### Vorstand
Der Vorstand besteht aus einem Vorsitzenden, einem stellvertretenden Vorsitzenden und bis zu vier Beisitzern. Er wird von allen Vollmitgliedern des Plenums gewählt.

### Arbeitskreise
Die Arbeitskreise bilden die Grundlage der inhaltlichen Arbeit des Landesschülerrates Sachsen-Anhalt. Jedes Mitglied ist dazu verpflichtet, in einem Arbeitskreis mitzuarbeiten. Danach wählen die Mitglieder einen Leiter und seinen Stellvertreter. Der Arbeitskreisleiter hat die Pflicht, zwischen den Plenartagungen mindestens eine Arbeitskreissitzung anzusetzen. Sie müssen dem Plenum jederzeit Rechenschaft ablegen. Die Arbeitskreise haben einen dauerhaften Bestand und werden nach Erledigung einer Aufgabe nicht aufgelöst. Der Landesschülerrat unterhält drei Arbeitskreise:

Wappen des Landes Sachsen-Anhalt

- Arbeitskreis Schülervertretungsarbeit (AK-SV) 
Der AK-SV organisiert Schülervertretungsseminare an Schulen im Land Sachsen-Anhalt und zeigt, wie ein Schülerrat oder eine Schülervertretung strukturiert und organisiert funktionieren können. Der Arbeitskreis bietet die Gelegenheit, die Mitwirkung seitens der Schülerschaft zu verbessern, da Schüler die wichtigste Gruppe an jeder Schule sind. Des Weiteren wird bei SV-Seminaren über Rechte und Pflichten von Schülern informiert. Durch den Erfahrungsaustausch möchte der AK-SV Wissen über Schülervertretungsarbeit vermitteln, die Motivation steigern und dabei individuell auf jede Schule eingehen.[2]
- Arbeitskreis Inhaltliche Positionierung (AK-IP) 
Es ist die Aufgabe des AK-IP, die Meinung des gesamten Plenums des Landesschülerrates in Form von Positionspapieren und Stellungnahmen zusammenzufassen. Diese werden nach vollständiger Erarbeitung und nur mit Zustimmung des Plenums an die zuständige Institution, zum Beispiel das Bildungsministerium, weitergeleitet. Dort werden die Schriften bearbeitet und in die Entscheidungen zu schulpolitischen Fragen, wie Gesetzesänderungen, einbezogen. Oft erhält der Landesschülerrat von Institutionen Anfragen, ob man sich zu bestimmten schulpolitischen Themen positionieren möchte.[2]
- Arbeitskreis Öffentlichkeitsarbeit (AK-ÖA) 
Der AK-ÖA ist primär für die Bekanntmachung des Landesschülerrates in der Öffentlichkeit zuständig und pflegt zudem auch alle Webauftritte. Mithilfe verschiedener Werbeaktionen macht der Arbeitskreis auf das Gremium aufmerksam. Außerdem verfasst er Pressemitteilungen und organisiert die Vernetzung des Landesschülerrates mit anderen Vertretungen auf Messen und Kongressen.[2]

### Projektgruppen
Projektgruppen werden auf Beschluss des Plenums gegründet, um besondere Konzepte und Initiativen des Landesschülerrates zu erarbeiten. Die Teilnahme an der Arbeit basiert auf der Leistungsmotivation der Plenumsmitglieder und besteht in der Regel ein Jahr. Je nach Bedarf kann diese Periode um ein Jahr verlängert werden, bis die geplante Tätigkeit ausgeführt ist. Aus ihrer Mitte wählen die Mitglieder einen Projektgruppenleiter und seinen Stellvertreter. Eine Projektgruppe muss dem Plenum Rechenschaft ablegen, unterliegt jedoch nicht dem Zwang, sich zwischen zwei Plenartagungen zu treffen.

## Mitglieder und Wahlverfahren
Im Landesschülerrat Sachsen-Anhalt werden die Schüler von
- Sekundarschulen und Gymnasien durch jeweils sechs Mitglieder,
- Gesamtschulen, Gemeinschaftsschulen und Förderschulen durch jeweils drei Mitglieder,
- berufsbildenden Schulen durch sechs Mitglieder,
- Schulen in freier Trägerschaft durch drei Mitglieder vertreten.[1]

Die Mitglieder der Gemeinde- und Kreisschülerräte wählen den Landesschülerrat Sachsen-Anhalt. Es gibt drei Wahlbereiche:
1. für das Landesschulamt am Dienstsitz Halle: die Landkreise Burgenlandkreis, Saalekreis, Mansfeld-Südharz und die kreisfreie Stadt Halle (Saale),
2. für die Nebenstelle des Landesschulamtes Dessau-Roßlau: die Landkreise Anhalt-Bitterfeld, Wittenberg, Jerichower Land, Salzlandkreis und die kreisfreie Stadt Dessau-Roßlau,
3. für die Nebenstelle des Landesschulamtes Magdeburg: die Landkreise Harz, Börde, Stendal, Altmarkkreis und die kreisfreie Stadt Magdeburg.

Wahlberechtigt sind die Mitglieder der betreffenden Gruppen der Gemeinde- und Kreisschülerräte. Diese wählen aus ihrer Mitte die Mitglieder des Landesschülerrates Sachsen-Anhalt. Ist ein Mitglied an der Wahl verhindert, so ist das Ersatzmitglied wahlberechtigt, aber nicht wählbar. Die Amtszeit beginnt mit der ersten Sitzung nach der Wahl.
Alle Wahlen zu Schülervertretungen sind in der Schülerwahlverordnung (SchWVO) geregelt.

### Durchführung der Wahl
Die Wahlversammlungen werden in den jeweiligen Wahlbereichen des Landesschulamtes bis zum Ende der 15. Woche nach den Sommerferien durchgeführt. Das Landesschulamt lädt die Wahlberechtigten nach Gruppen getrennt zu nichtöffentlichen Wahlversammlungen ein. Ein Beauftragter des Landesschulamtes erläutert das nichtöffentliche Wahlverfahren und leitet die Wahl des Wahlvorstandes. Die Wahl des Wahlvorstandes erfolgt durch Handaufheben. Der Wahlvorstand ermöglicht eine allgemeine Aussprache über die Aufgaben des Landesschülerrates und fordert danach zu Wahlvorschlägen auf. Gültig sind nur Wahlvorschläge, denen die Bewerber zugestimmt haben. Die Bewerber erhalten Gelegenheit, ihre Vorstellungen über die Arbeit des Landesschülerrates darzustellen. Die Wahlversammlung kann die Redezeit auf höchstens zehn Minuten begrenzen.

### Stimmabgabe und Auszählung
Mitglieder und die Ersatzmitglieder des Landesschülerrates werden in zwei getrennten Wahlgängen gewählt. Alle Stimmen werden in der Form abgegeben, dass auf dem Stimmzettel der Name des Bewerbers eingetragen wird. Die Bewerber, welche die höchsten Stimmenanzahlen erhalten, sind als Mitglieder oder Ersatzmitglieder des Landesschülerrates gewählt. Ersatzmitglieder vertreten die Mitglieder im Verhinderungsfall. Das Ersatzmitglied mit der höheren Stimmenanzahl vertritt das Mitglied mit der höheren Stimmenanzahl, das Ersatzmitglied mit der niedrigeren Stimmenanzahl vertritt das Mitglied mit der niedrigeren Stimmenanzahl nach Schulformen getrennt. Bei gleich hoher Stimmenanzahl findet eine Stichwahl statt.

### Ausscheiden und Nachrücken
Die Mitglieder des Landesschülerrates Sachsen-Anhalt scheiden aus, wenn sie nicht mehr Schüler in Sachsen-Anhalt sind oder sie von ihrem Amt zurücktreten. An deren Stelle tritt das Ersatzmitglied. Scheidet ein Ersatzmitglied aus oder rückt es als Mitglied auf, so wird der Bewerber Ersatzmitglied, der in dem Wahlbereich die nächst höchste Stimmenanzahl erhalten hat. Bei gleicher Stimmenanzahl entscheidet das vom Vorsitzenden zu ziehende Los. Sind keine Bewerber, die wenigstens eine Stimme erhalten haben, mehr vorhanden, so bleibt der Sitz unbesetzt. Ist in einer Gruppe mehr als ein Drittel der Sitze unbesetzt, so findet für die restliche Amtszeit eine Nachwahl statt. Dies gilt nicht in den letzten sechs Monaten der Amtszeit des Landesschülerrates.

## Arbeit des Landesschülerrates Sachsen-Anhalt
Der Landesschülerrat Sachsen-Anhalt wirkt in allen wichtigen allgemeinen Fragen des Schulwesens mit, soweit die Belange der Schüler berührt werden.
Dazu gehören insbesondere:
1. allgemeine Bestimmungen über Erziehungs- und Bildungsziele und Bildungswege der Schulen und die Struktur des Schulsystems,
2. Richtlinien für die Gestaltung der Schulanlagen,
3. Maßnahmen zur Behebung oder Linderung von Notständen im Erziehungs- und Bildungswesen,
4. der Erlass von Rahmenvorschriften für Hausordnungen,
5. allgemeine Bestimmungen über Lernmittel.[1]

Entsprechende allgemeine Regelungen legt die oberste Schulbehörde dem Landesschülerrat vor und erörtert sie. Die Mitwirkung betrifft auch entsprechende Gesetz- und Verordnungsentwürfe der obersten Schulbehörde.
Die oberste Schulbehörde unterrichtet den Landesschülerrat Sachsen-Anhalt über wichtige Angelegenheiten des Schullebens und erteilt dem Landesschülerrat die für dessen Aufgaben erforderlichen Auskünfte.
Der Landesschülerrat ist ein Gremium nach dem Schulgesetz des Landes Sachsen-Anhalt. Ein wesentlicher Teil der Arbeit besteht darin über aktuelle Bildungsthemen, die relevant für Schüler sind, zu diskutieren und im Namen des Landesschülerrates und somit auch im Namen der Schülerschaft eine Stellungnahme zu verfassen. Diese Bearbeitungen finden auf Plenartagungen statt, die vom Landesschülerrat organisiert werden. In regelmäßigen Abständen trifft sich das gesamte Plenum und tagt von Freitag bis Sonntag. Zwischen den Plenartagungen findet mindestens ein Treffen der Arbeitskreise statt. 
Zudem sind sieben Mitglieder des LSR im Landesschulbeirat (LSBR) Sachsen-Anhalt vertreten, welches ein Beratungsgremium für den Bildungsminister darstellt. Des Weiteren hat der Vorstandsvorsitzende Rederecht im Landtag von Sachsen-Anhalt und darf sich im Namen des Landesschülerrates in Landtagsdebatten positionieren.

### Positionierungen
Der Landesschülerrat formuliert regelmäßig Positionierungen, auch Positionspapiere, und nimmt Stellung zu einer Thematik oder einem Sachverhalt. Meist sind Inhalte der Positionierungen sehr aktuell und betreffen weite Bereiche der Schülerschaft Sachsen-Anhalts. Zudem fragen auch Institutionen an, ob der Landesschülerrat zu neuen Erlassen oder Gesetzesänderungen Stellung beziehen möchte. Die Bearbeitung eines Positionspapieres dauert meist einige Wochen, da zuerst im Plenum darüber diskutiert werden muss sowie eine Plenumsmeinung ausgearbeitet werden muss. Hierbei wird versucht die Thematik vielseitig zu betrachten und möglichst viele Pro- oder auch Kontraargumente zu finden. Anschließend wird die Aufgabe der schriftlichen Ausarbeitung an den Arbeitskreis der Inhaltlichen Positionierung überwiesen, welcher einen zusammenhängenden Fließtext auf Basis der Plenumsmeinung erarbeitet. Dieser Entwurf muss auf der darauffolgenden Plenartagung vorgestellt und abgestimmt werden. Sobald eine einfache Mehrheit die Positionierung befürwortet, wird sie veröffentlicht und auf der Homepage des Landesschülerrates digital zugänglich gemacht.

### Landesschülertreffen
Das Landesschülertreffen ist ein vom Landesschülerrat Sachsen-Anhalt organisiertes und begleitetes Wochenende, das alle zwei Jahre stattfindet. Hierbei begegnen sich Schüler aus Sachsen-Anhalt, um sich über Schülervertretung auszutauschen, eventuelle Missstände der aktuellen Bildungspolitik zu erkennen und Lösungsmöglichkeiten gemeinsam zu erarbeiten. Des Weiteren werden von Landesschülerratsmitgliedern geleitete Workshops zu Themen wie Schülerrechte und Auftreten sowie Rhetorik angeboten. 

### Planspiel „Jugend im Landtag“
Das im November 2016 veranstaltete Planspiel „Jugend im Landtag“ gab 80 Jugendlichen aus Sachsen-Anhalt die Chance, den politischen Alltag eines Landtagsabgeordneten besser nachvollziehen zu können. Für ein realistisches Planspiel wurde der Magdeburger Landtag als Ort des Wirkens gewählt, zudem wurden alle Teilnehmer in drei fiktive Fraktionen (DIE ÖKONOMISCHEN, DIE SOZIALEN, DIE ÖKOLOGISCHEN) per Losverfahren aufgeteilt. Nach einer Eröffnungsrede von Landtagspräsidentin Gabriele Brakebusch wurden zwei Fraktionssitzungen, eine Ausschusssitzung sowie die große Plenarabstimmung simuliert, alle ausgearbeiteten Anträge wurden hierbei verlesen sowie unter realen Bedingungen abgestimmt.

## Gesetzliche Grundlagen

### Allgemeines
Die Tätigkeit in einer Schülervertretung ist ehrenamtlich. Die gesetzliche Grundlage des Landesschülerrates ist im Schulgesetz des Landes Sachsen-Anhalt (SchulG LSA) verankert. Der Paragraf § 77 erläutert die Mitglieder, Aufgaben und Beziehung zur obersten Schulbehörde. Des Weiteren sind Arbeitsgrundlagen bezüglich des Landesschülerrates Sachsen-Anhalt in der eigenen Geschäftsordnung geregelt.

### Kosten
Die durch die Tätigkeit der Vertretung entstehenden notwendigen Kosten trägt das Land Sachsen-Anhalt. Die oberste Schulbehörde wird ermächtigt, die näheren Einzelheiten zur Ausstattung der Vertretung mit Geschäftsbedarf und den erforderlichen Einrichtungen sowie der Erstattung der Fahrtkosten nach den reisekostenrechtlichen Vorschriften des Landes und der Sitzungsgelder durch Verordnung zu regeln.